# 默基特希臘禮天主教阿根廷宗座代牧區
默基特希臘禮天主教教阿根廷宗座代牧區（拉丁語：Argentinae）是阿根廷一個東儀天主教宗座代牧區（默基特希臘禮），直屬宗主教。
代牧區成立於2002年3月21日，座堂位於科爾多瓦。2009年有教友330,000人。代牧區下轄三個堂區（除座堂外分別在布宜諾斯艾利斯和羅薩里奧），有三名司鐸。目前宗座代牧之位處於出缺狀態。